# Кастелмауро
Кастелма̀уро (на италиански: Castelmauro, на местен диалект Castëllùccë, Кастълучъ) е село и община в Централна Италия, провинция Кампобасо, регион Молизе. Разположено е на 162 m надморска височина. Населението на общината е 15 777 души (към 2010 г.).